# Ouddorp
Ouddorp – wieś w Holandii, w prowincji Holandia Południowa, w gminie Goeree-Overflakkee. Liczy 5930 mieszkańców.

## Historia
Prawdopodobnie wieś założono około 900 roku, co sprawia, że jest najstarszą miejscowością na wyspie Goeree-Overflakkee. W 1348 wzniesiono kościół z użyciem materiałów z rozebranej, starszej świątyni.
W XIX wieku populacja Ouddorpu podwoiła się, ulice przedłużono na zachód oraz wytyczono przy nich nowe działki budowlane. Miejscowość ucierpiała podczas II wojny światowej – część domów zostało zbombardowanych, zginęło łącznie 29 mieszkańców.
1 lutego 1953 powódź zalała 19 budynków, naprawę zniszczeń zakończono w 1968. W latach siedemdziesiątych powstało osiedle Molentienden. Na przełomie XX i XXI wieku wzniesiono dzielnicę  Ouddorp-Zuid, a 2011 ukończono osiedle Welgelegen.